# Frans B. Olsson

Full storm in North Atlantic, Frans B. Olsson

Herzogine Cecilie wrecked, Frans B. Olsson

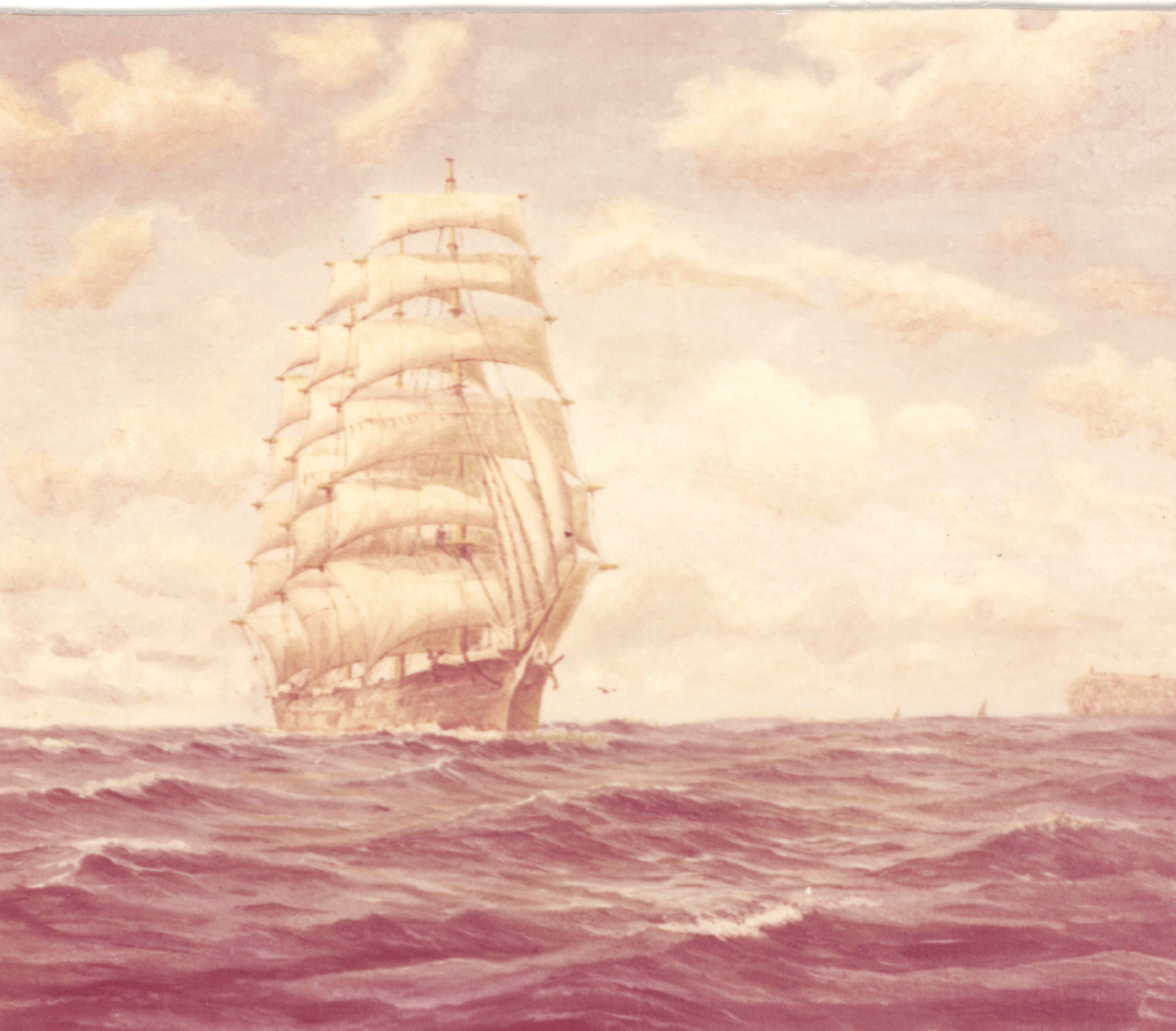
Archibald Russel passing Portugal, Frans B. Olsson

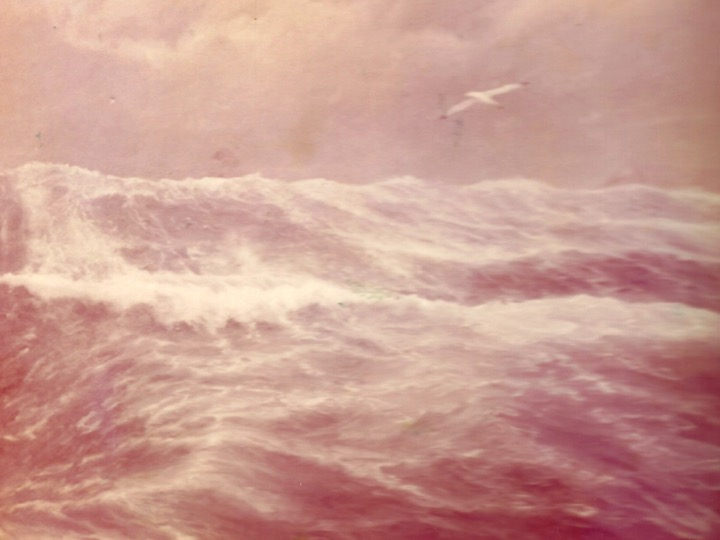
Said by a meteorologist working on Jan Meyen; "This is impossible - no one can paint like that - it must be a photo. Just like that is the Atlantic in storm".

Frans B. Olsson, Frans Bernhard Olsson, född 14 september 1900 i Brantevik i Simris församling i Kristianstads län, död 27 oktober 1976 i Lackalänga församling i Malmöhus län, var en svensk marinmålare och sjökapten. 
Han var son till skepparen Frans Henrik Olsson och Bengta Håkansson. Olsson var en självlärd marinmålare och började i unga år att teckna och måla. Under sina vistelser framförallt i Middlesbrough tog han del i undervisningen på Art College i staden. Han fick också lektioner av konstprofessor Erik Jerken i Stockholm. Hans favoritkonstnärer var William Turner och Montague Dawson. 
Under sin mer än 50-åriga sjömansbana målade Olsson ett tusental tavlor. Han hade 22 utställningar mellan 1939 och 1972, bland annat i Simrishamn 1939 (museet) och 1952 samt tillsammans med New English Art Club i Middlebrough i England 1947.
Frans B. Olsson gifte sig 1924 med Vera Tufvasson (1906–1967).

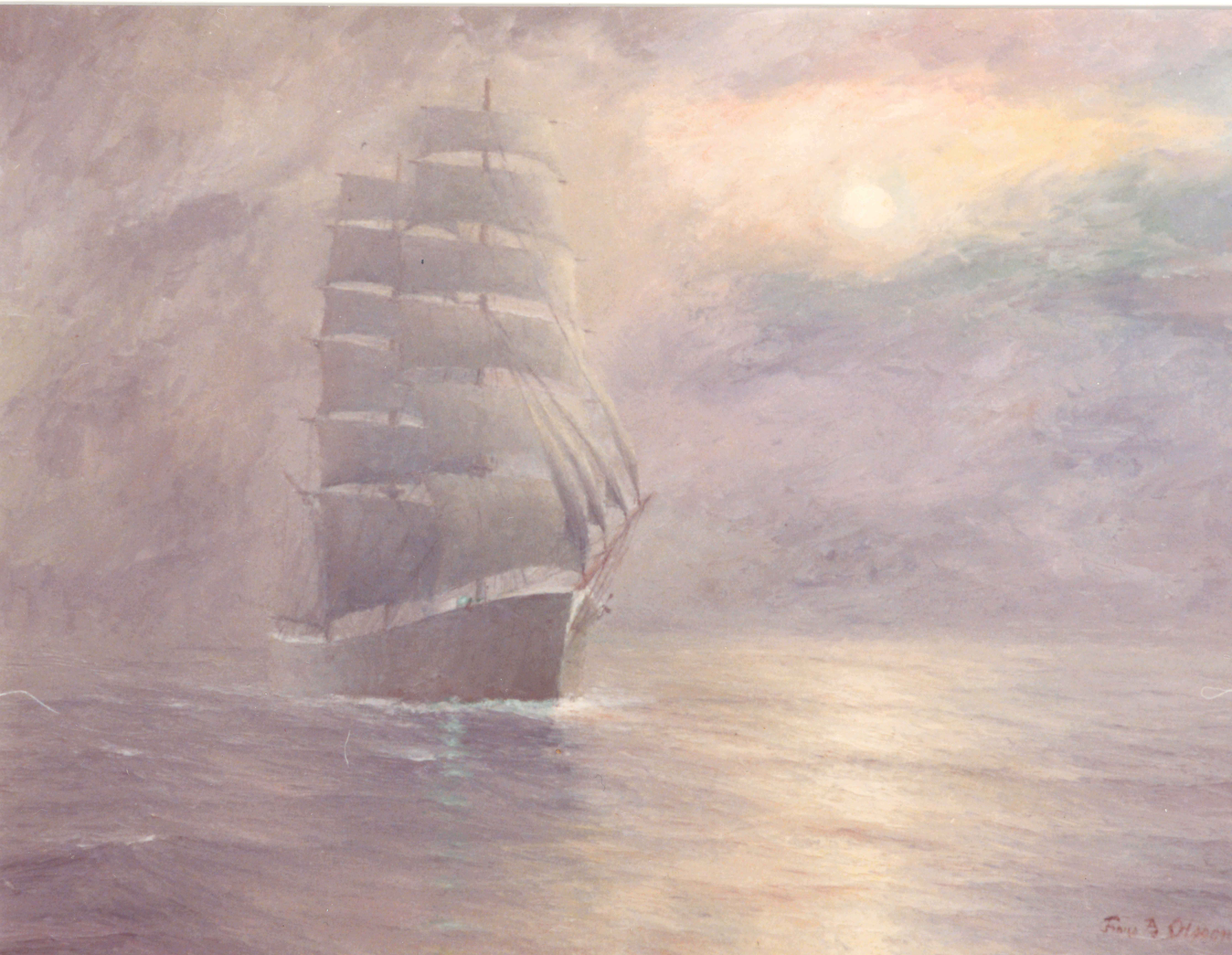
Penang in moonlight, Frans B. Olsson